# William Renshaw

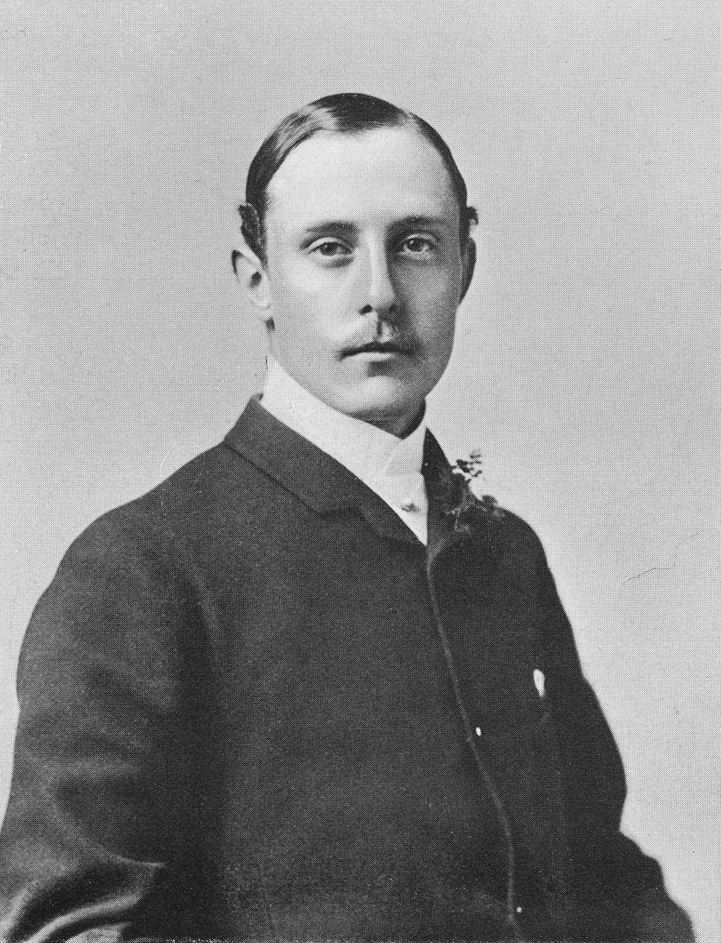
William Renshaw

William Charles Renshaw, född 3 januari 1861 i Leamington Spa i Warwickshire, död 12 augusti 1904 i Swanage i Dorset, var en brittisk tennisspelare som tillsammans med sin tvillingbror Ernest Renshaw var den dominerande dubbelspelaren inom sporten under 1880-talet. 
William Renshaw upptogs 1983, tillsammans med Ernest Renshaw, i International Tennis Hall of Fame.

## Tenniskarriären
Tillsammans dominerade de båda bröderna Renshaw nära nog fullständigt Wimbledonmästerskapen 1880–1889. De utgjorde ett praktiskt taget oslagbart dubbelpar som vann sju titlar i Wimbledonturneringen. William Renshaw var den kraftfullare och också den framgångsrikaste singelspelaren av de båda bröderna. Han vann sammanlagt sju Wimbledontitlar i singel, sex av dessa i följd, vilket på herrsidan är ett hittills oöverträffat rekord. Han besegrade sin bror i tre av dessa finaler. 
Renshaw vann sin första singeltitel i Wimbledon 1881 genom finalseger över kyrkoherden John Hartley med 6-0, 6-1, 6-1 på 37 minuter. De två följande åren, då som regerande mästare direktkvalificerad till finalspel (Challenge Round), finalbesegrade han sin bror Ernest Renshaw, och därefter tre år i följd Herbert Lawford. Sin sista singeltitel vann han 1889, också den genom finalseger över sin bror. Båda bröderna upphörde efter detta med tävlingsspel.
I januari 1888 blev William Renshaw president över den nybildade British Lawn Tennis Association.

## Bröderna Renshaw som nydanare av tennisspelet
Bröderna Renshaw anses ha skapat det moderna sättet att spela lawn tennis. Tidigare hade tennis snarare betraktats som ett tidsfördriv, gärna för dubbel- eller mixed dubbelpar, som passade till underhållning på trivsamma trädgårdsfester. Detta var också den ursprungliga idén med spelet. Tennis hade kommit till som ett alternativ till det enligt mångas uppfattning alltför stillsamma krocketspelet, och hade sina rötter i det "majestätiska" real tennis. Med bröderna Renshaw förvandlades tennis i stället till en kraftfull tävlingssport. 
Både William och Ernest Redshaw använde som första spelare smash över huvudet och fulländade serven. De utnyttjade också att tennisnätet i början på 1880-talet (se artikel om tennis) successivt sänktes till sin nuvarande höjd. Snabbare än andra spelare lärde sig bröderna således att utnyttja volleyspel, vilket gjorde dem till ett effektivt dubbelpar. Publiken uppskattade tvillingarna, både för deras lysande tennisspel och för deras älskvärda personligheter på och utanför tennisbanan.
Under 1880-talet utvecklades tennisen till den publiksport som den varit sedan dess. De flesta medtävlarna var dock mindre förtjusta; under 1880-talet sjönk antalet anmälda till Wimbledonmästerskapen från 60  1880 till 16 1887. I stort sett var det under denna tid endast den tio år äldre Herbert Lawford som höll samma spelnivå som tvillingbröderna.

## Segrar iWimbledonmästerskapen
- Singel - 1881, 1882, 1883, 1884, 1885, 1886, 1889
- Dubbel - 1880, 1881, 1884, 1885, 1886, 1888, 1889 (alla med Ernest Renshaw)